# Біатлон на зимових Олімпійських іграх 2014 — естафета (жінки)
Жіноча естафета 4×6 км в біатлоні на зимових Олімпійських іграх 2014 року пройшла 21 лютого. У змаганнях взяло участь 17 збірних. Місце проведення перегонів — лижно-біатлонний комплекс «Лаура». Перемогу здобула українська збірна у складі Віти Семеренко, Юлії Джими, Валі Семеренко та Олени Підгрушної, третє місце завоювала збірна Норвегії.
27 листопада 2017 року МОК дискваліфікував Ольгу Вілухіну та Яну Романову за вживання допінгу. 1 грудня таке ж рішення було прийнято стосовно Ольги Зайцевої. Через це збірну Росії позбавили срібної медалі.

## Медалісти
| Золото                                                                        | Срібло   | Бронза                                                                    |
| Україна · Віта Семеренко · Юлія Джима · Валентина Семеренко · Олена Підгрушна | Вакантне | Норвегія · Фанні Гурн · Тіріл Екгофф · Анн Крістін Флатланд · Тура Бергер |

## Результати

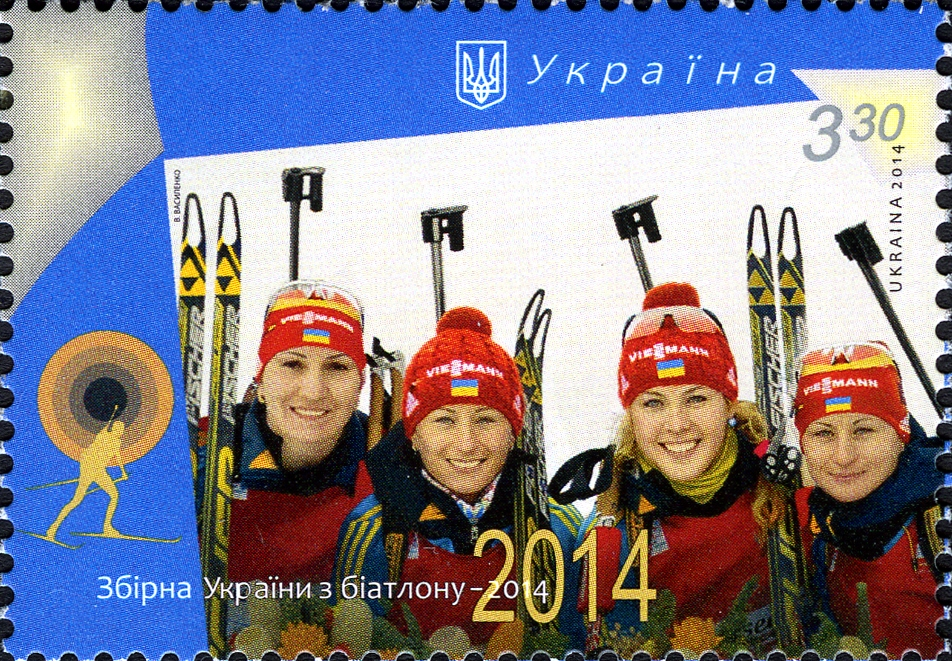
Поштова марка України, спецпогашення 31 січня 2014 р.

| Місце   | Порядковий номер | Команда                                                                                 | Час                                       | Штрафи (P+S)                             | Відставання   |
| ------- | ---------------- | --------------------------------------------------------------------------------------- | ----------------------------------------- | ---------------------------------------- | ------------- |
| 1       | 2                | Україна (UKR) Віта Семеренко Юлія Джима Валентина Семеренко Олена Підгрушна             | 1:10:02.5                                 | 0+1 0+4 0+0 0+1 0+0 0+0 0+0 0+3 0+1 0+0  | —             |
| DSQ (2) | 3                | Росія (RUS) Яна Романова Ольга Зайцева Катерина Шумілова Ольга Вілухіна                 | 1:10:28.9 16:56.3 17:43.2 17:43.3 18:06.1 | 0+1 0+3 0+0 0+1 0+1 0+1 0+0 0+0 0+0 0+1  | +26.4         |
| 3       | 4                | Норвегія (NOR) Фанні Гурн Тіріл Екгофф Анн Крістін Флатланд Тура Бергер                 | 1:10:40.1 17:40.5 16:57.9 17:43.6 18:18.1 | 0+1 0+4 0+1 0+2 0+0 0+1 0+0 0+0 0+0 0+1  | +37.6         |
| 4       | 10               | Чехія (CZE) Ева Пускарчикова Габріела Соукалова Їтка Ландова Вероніка Віткова           | 1:11:25.7 17:54.2 16:30.6 18:42.4 18:18.5 | 0+7 0+7 0+2 0+2 0+0 0+2 0+3 0+2 0+2 0+1  | +1:23.2       |
| 5       | 6                | Білорусь (BLR) Людмила Калінчик Надія Скардіно Надія Писарєва Дар'я Домрачева           | 1:11:33.4 18:39.0 17:38.3 18:02.1 17:14.0 | 0+4 1+4 0+2 1+3 0+0 0+1 0+2 0+0 0+0 0+0  | +1:30.9       |
| 6       | 8                | Італія (ITA) Доротея Вірер Ніколь Гонтьє Мікела Понца Карін Обергофер                   | 1:11:43.3 16:49.7 18:46.0 18:06.5 18:01.1 | 1+5 0+4 0+2 0+1 1+3 0+3 0+0 0+0          | +1:40.8       |
| 7       | 14               | США (USA) Сьюзен Данклі Ганна Дрейссігакер Сара Студбейкер Аннеліс Кук                  | 1:12:14.2 17:02.6 18:08.3 17:55.6 19:07.7 | 0+7 0+6 0+2 0+1 0+3 0+3 0+0 0+0 0+2 0+2  | +2:11.7       |
| 8       | 7                | Канада (CAN) Росанна Кроуфорд Меган Аймрі Меган Гейнік Зіна Кочер                       | 1:12:21.5 17:20.7 17:41.7 17:38.1 19:41.0 | 0+6 2+6 0+2 0+1 0+2 0+2 0+0 0+0 0+2 2+3  | +2:19.0       |
| 9       | 12               | Швейцарія (SUI) Селіна Гаспарен Еліза Гаспарен Аїта Гаспарен Ірен Кадуріш               | 1:12:34.3 17:17.6 17:55.8 17:56.1 19:24.8 | 0+6 0+3 0+3 0+1 0+0 0+1 0+3 0+0          | +2:31.8       |
| 10      | 11               | Польща (POL) Христина Палка Магдалена Гвіздон Вероніка Новаковська-Земняк Моніка Гойніш | 1:12:34.4 19:39.0 17:06.8 17:21.7 18:26.9 | 4+5 0+3 4+3 0+1 0+0 0+1 0+2 0+0 0+0 0+1  | +2:31.9       |
| 11      | 1                | Німеччина (GER) Франциска Пройс Андреа Генкель Франциска Гільдебранд Лаура Дальмаєр     | 1:13:44.2 19:46.7 17:25.1 17:59.4 18:33.0 | 0+5 0+1 0+3 0+1 0+1 0+0 0+0 0+0          | +3:41.7       |
| 12      | 13               | Казахстан (KAZ) Галина Вишневська Олена Хрустальова Дар'я Усанова Марина Лебедєва       | 1:15:54.7 17:36.6 18:35.5 18:17.4 21:25.2 | 0+5 0+8 0+0 0+2 0+2 0+2 0+0 0+2 0+3 0+2  | +5:52.2       |
| 13      | 17               | Японія (JPN) Фуюко Судзукі Юкі Накадзіма Мікі Кобоясі Ріна Сузукі                       | КОЛО 17:33.2 18:47.0 19:23.3 КОЛО         | 0+6 0+5 0+0 0+1 0+2 0+2 0+1 0+1 0+3 0+1  | коло          |
| 14      | 9                | Словаччина (SVK) Яна Герекова Пауліна Фіалкова Терезія Полякова Мартина Храпанова       | КОЛО 17:51.3 18:57.7 19:48.0 КОЛО         | 4+11 1+8 0+2 1+3 1+3 0+2 3+3 0+0 0+3 0+3 | коло          |
| 15      | 16               | Китай (CHN) Сон Чаоцінь Зан Ян Тан Дзіалінь Сон На                                      | КОЛО 18:40.2 18:41.1 18:40.0 КОЛО         | 0+6 0+5 0+1 0+2 0+2 0+0 0+0 0+1 0+3 0+2  | коло          |
| 16      | 15               | Естонія (EST) Кадрі Легтла Грете Гайм Дар'я Юрлова Джоганна Талігерм                    | КОЛО 18:03.8 19:14.8 19:58.1 КОЛО         |                                          | коло          |
| 17      | 5                | Франція (FRA) Марі-Лор Брюне Марі Дорен Абер Анаїс Шевальє Анаїс Бескон                 |                                           |                                          | не фінішували |